# Ken Burns
Kenneth Lauren Burns (29 de julio de 1953) es un cineasta estadounidense conocido por sus documentales y series de televisión, muchos de los cuales narran la historia y la cultura estadounidenses. Su trabajo suele producirse en colaboración con WETA-TV o el Fondo Nacional para las Humanidades y se distribuye a través de PBS. Burns vive en la pequeña localidad de Walpole, en New Hampshire.
Entre las series documentales más conocidas de Burns se encuentran The Civil War (1990), Baseball (1994), Jazz (2001), The War (2007), The National Parks: America's Best Idea (2009), Prohibition (2011), The Roosevelts (2014), The Vietnam War (2017) y Country Music (2019). También fue productor ejecutivo de The West (1996) y Cancer: The Emperor of All Maladies (2015). Los documentales de Burns han obtenido dos nominaciones a los premios Óscar (por Brooklyn Bridge en 1981 y The Statue of Liberty en 1985) y han ganado varios premios Emmy, entre otros galardones.

## Infancia y educación
Burns nació el 29 de julio de 1953 en Brooklyn, Nueva York, hijo de Lyla Smith (de soltera Tupper) Burns, biotécnica, y Robert Kyle Burns Jr., en aquel momento estudiante de posgrado en antropología cultural en la Universidad de Columbia, en Manhattan. El documentalista Ric Burns es su hermano menor.
La familia académica de Burns se mudaba con frecuencia. Entre los lugares que consideraban su hogar se encontraban Saint-Véran, Francia; Newark, Delaware; y Ann Arbor, Míchigan, donde su padre impartía clases en la Universidad de Míchigan. Burns describe su infancia como «hippies» en Ann Arbor.
A la madre de Burns le diagnosticaron cáncer de mama cuando él tenía tres años, y falleció cuando él tenía 11, una circunstancia que, según él, contribuyó a moldear su carrera. Atribuyó a su suegro, el psicólogo Gerald Stechler, una idea muy significativa: «Me dijo que todo mi trabajo era un intento de hacer revivir a personas que ya no estaban». De niño era muy culto, se empapó de la enciclopedia familiar y prefería la historia a la ficción.
Al recibir una cámara de cine de 8 mm por su 17.º cumpleaños, rodó un documental sobre una fábrica de Ann Arbor. Se graduó en el instituto Pioneer High School de Ann Arbor en 1971. Rechazó una beca de matrícula reducida en la Universidad de Míchigan y asistió al Hampshire College de Amherst, Massachusetts, donde se califica a los estudiantes mediante evaluaciones narrativas en lugar de notas y donde los estudiantes crean concentraciones académicas autodirigidas en lugar de elegir una especialidad tradicional.
Burns trabajó en una tienda de discos para pagarse los estudios. Vivió con tan solo 2500 dólares en dos años en Walpole, Nuevo Hampshire. Burns estudió con los fotógrafos Jerome Liebling, Elaine Mayes y otros. Describe a Liebling como su «mentor principal». Obtuvo su licenciatura en Estudios Cinematográficos y Diseño en 1975.

## Florentine Films
En 1976, Burns, Elaine Mayes y su compañero de universidad Roger Sherman fundaron una productora llamada Florentine Films en Walpole, Nuevo Hampshire. El nombre de la empresa se tomó prestado de la ciudad natal de Mayes, Florence, Massachusetts. Otro estudiante de Hampshire College, Buddy Squires, fue invitado a suceder a Mayes como miembro fundador un año después. Más tarde, al trío se unió un cuarto miembro, Lawrence «Larry» Hott. Hott no se matriculó en Hampshire, pero trabajó allí en películas. Hott había comenzado su carrera como abogado, tras asistir a la cercana Facultad de Derecho de Western New England.
Cada miembro trabaja de forma independiente, pero publica contenido bajo el nombre compartido de Florentine Films. Como tal, sus empresas «filiales» individuales incluyen Ken Burns Media, Sherman Pictures y Hott Productions. La hija mayor de Burns, Sarah, también es empleada de la empresa desde 2020.

## Carrera profesional

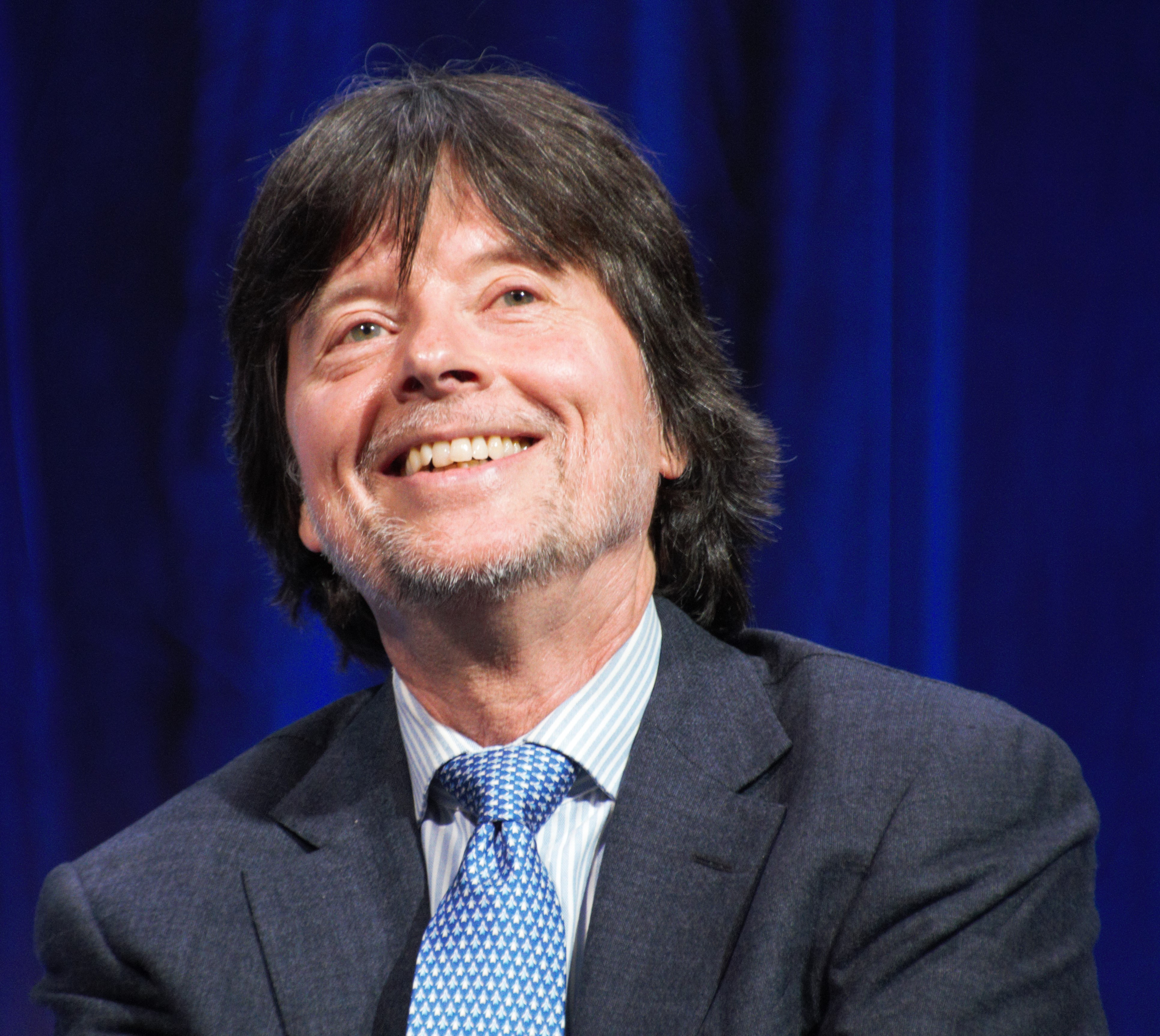
Burns en 2018

Burns comenzó trabajando como director de fotografía para la BBC, la televisión italiana y otras cadenas. En 1977, tras completar varios cortometrajes documentales, comenzó a trabajar en la adaptación del libro de David McCullough The Great Bridge, sobre la construcción del puente de Brooklyn. Desarrolló un estilo característico de realización de documentales en el que «adoptó la técnica de cortar rápidamente de una imagen fija a otra de forma fluida y lineal [y] luego animó las imágenes con narraciones «de primera mano» extraídas de escritos contemporáneos y recitadas por los mejores actores de teatro y cine». Burns realizó el largometraje documental Brooklyn Bridge (1981), narrado por David McCullough, que fue nominado al Óscar al mejor documental y se emitió en la PBS de Estados Unidos. «Sigo pensando que es la mayor obra de arte estadounidense del siglo XIX», afirma Ken Burns en una entrevista en 2025.
Tras otro documental, The Shakers: Hands to Work, Hearts to God (1984), Burns volvió a ser nominado al Óscar por The Statue of Liberty (1985). Burns colabora frecuentemente con el autor e historiador Geoffrey C. Ward, especialmente en documentales como The Civil War, Jazz, Baseball y la serie de televisión de 10 episodios The Vietnam War (emitida en septiembre de 2017).
Burns ha desarrollado una larga y exitosa carrera como director y productor de documentales y miniseries documentales para televisión que han tenido una gran acogida. Su obra abarca diversos temas, entre ellos el arte (Thomas Hart Benton, 1988), los medios de comunicación (Empire of the Air: The Men Who Made Radio, 1991), los deportes (Baseball, 1994, actualizado con 10th Inning, 2010), la historia política (Thomas Jefferson, 1997), la música (Jazz, 2001; Country Music, 2019), literatura (Mark Twain, 2001; Hemingway, 2021), ecologismo (The National Parks, 2009) y guerra (el documental de 15 horas sobre la Segunda Guerra Mundial The War, 2007; y el de 11 horas The Civil War, 1990, que según All Media Guide «muchos consideran su obra maestra»). «Es el acontecimiento más importante de la historia de Estados Unidos, [...] Creo que la Guerra Civil es una guía increíble de quiénes somos», afirma en una entrevista.
En 2007, Burns llegó a un acuerdo con PBS para producir trabajos para la cadena hasta bien entrada la próxima década. Según un artículo publicado en 2017 en The New Yorker, Burns y su empresa, Florentine Films, han seleccionado los temas de los documentales que se estrenarán hasta 2030. Entre estos temas se incluyen la música country, la Clínica Mayo, Muhammad Ali, Ernest Hemingway, la Revolución Americana, Lyndon B. Johnson, Barack Obama, Winston Churchill, el sistema de justicia penal estadounidense y la historia afroamericana desde la Guerra Civil hasta la Gran Migración. El 5 de abril de 2021 se estrenó en la cadena Public Broadcasting System Hemingway, un documental de tres episodios y seis horas de duración que repasa la vida, la obra y los amores de Hemingway, coproducido y dirigido por Burns y Lynn Novick.
En abril de 2025, Burns, famoso por sus exploraciones de la historia estadounidense, presenta un documental en dos partes sobre Leonardo da Vinci, emitido en Arte: Art and Experience, seguido de The Quest for Beauty. Este proyecto supone una incursión poco habitual fuera del contexto estadounidense, en la que destaca el genio polifacético del Renacimiento italiano. Durante una visita a París, Burns comparte su enfoque y establece paralelismos entre su estilo narrativo y el método de trabajo de Leonardo, ambos impulsados por una curiosidad insaciable y una búsqueda por comprender el mundo. El documental aplica el efecto Ken Burns a una figura emblemática del arte y la ciencia, ofreciendo una nueva perspectiva sobre Leonardo da Vinci.

## Vida personal
En 1979, Burns se mudó de Manhattan, Nueva York, a Walpole, Nuevo Hampshire, donde alquiló una casa que finalmente compró. La razón original fue que su alquiler subió de 275 a 325 dólares estadounidenses (de 1191 a 1408 dólares estadounidenses en 2024). Él atribuye a su mudanza a una pequeña ciudad de Estados Unidos el haber impulsado en última instancia su éxito posterior.
En 1982, Burns se casó con Amy Stechler. La pareja tuvo dos hijas, Sarah y Lilly. Su matrimonio terminó en divorcio en 1993.
En 2017, Burns residía en Walpole, Nuevo Hampshire. Él y Julie Deborah Brown, hija de Leslie Mundjer y del vicepresidente senior de Smith Barney Richard Brown, y hijastra de Ellen Brown, se casaron el 18 de octubre de 2003. Julie Deborah Brown fundó Room to Grow, una organización sin ánimo de lucro que proporciona ayuda a bebés de familias pobres. Tienen dos hijas.
Burns es descendiente de Johannes de Peyster Sr. a través de Gerardus Clarkson, un médico de Filadelfia que participó en la Guerra de Independencia de los Estados Unidos, y es pariente lejano del poeta escocés Robert Burns. En 2014, Burns apareció en el programa Finding Your Roots, de Henry Louis Gates, donde descubrió que es descendiente de un propietario de esclavos del sur profundo, además de tener un linaje que se remonta a los colonos estadounidenses leales a la Corona durante la Guerra de Independencia de los Estados Unidos.
Burns es un ávido coleccionista de colchas. Aproximadamente un tercio de las colchas de su colección personal se exhibieron en el Centro Internacional de Estudios y Museo de Colchas de la Universidad de Nebraska, del 19 de enero al 13 de mayo de 2018.
Cuando se le preguntó si alguna vez haría una película sobre su madre Lyla, Burns respondió: «Todas mis películas tratan sobre ella. No creo que pudiera hacerlo directamente, debido a lo intensamente doloroso que es».
Burns ha relatado su devoción por el crucigrama del New York Times: «No ha habido un solo día desde entonces en el que no haya hecho el crucigrama del New York Times».
En el episodio n.º 2336 de The Joe Rogan Experience, Burns fue entrevistado por el podcaster Joe Rogan sobre su vida y su filmografía.

### Política
Burns es un antiguo partidario del Partido Demócrata, se describe a sí mismo como un «demócrata incondicional» y ha aportado casi 40 000 dólares en donaciones políticas. En 2008, el Comité Nacional Demócrata eligió a Burns para producir el vídeo introductorio del discurso del senador Ted Kennedy en la Convención Nacional Demócrata de agosto de 2008, un vídeo descrito por Politico como «un homenaje elaborado por Burns que lo presenta [a Kennedy] como el Ulises moderno que lleva a su partido a buen puerto».
En agosto de 2009, Kennedy falleció y Burns produjo un breve vídeo homenaje en su funeral. Al apoyar a Barack Obama para la presidencia de los Estados Unidos en diciembre de 2007, Burns comparó a Obama con Abraham Lincoln. Dijo que tenía previsto colaborar habitualmente en el programa Countdown with Keith Olbermann de Current TV. En 2016, también pronunció un discurso de graduación en la Universidad de Stanford en el que criticó a Donald Trump.
En 2023, se publicó una fotografía de 2013 de Ken Burns y Clarence Thomas en un evento de recaudación de fondos de los hermanos Koch en un artículo de Pro Publica sobre los vínculos del juez Thomas con activistas de derecha. Burns afirmó que el encuentro fue un breve encuentro social resultado del apoyo de Charles Koch a la programación de PBS.

## Premios y distinciones

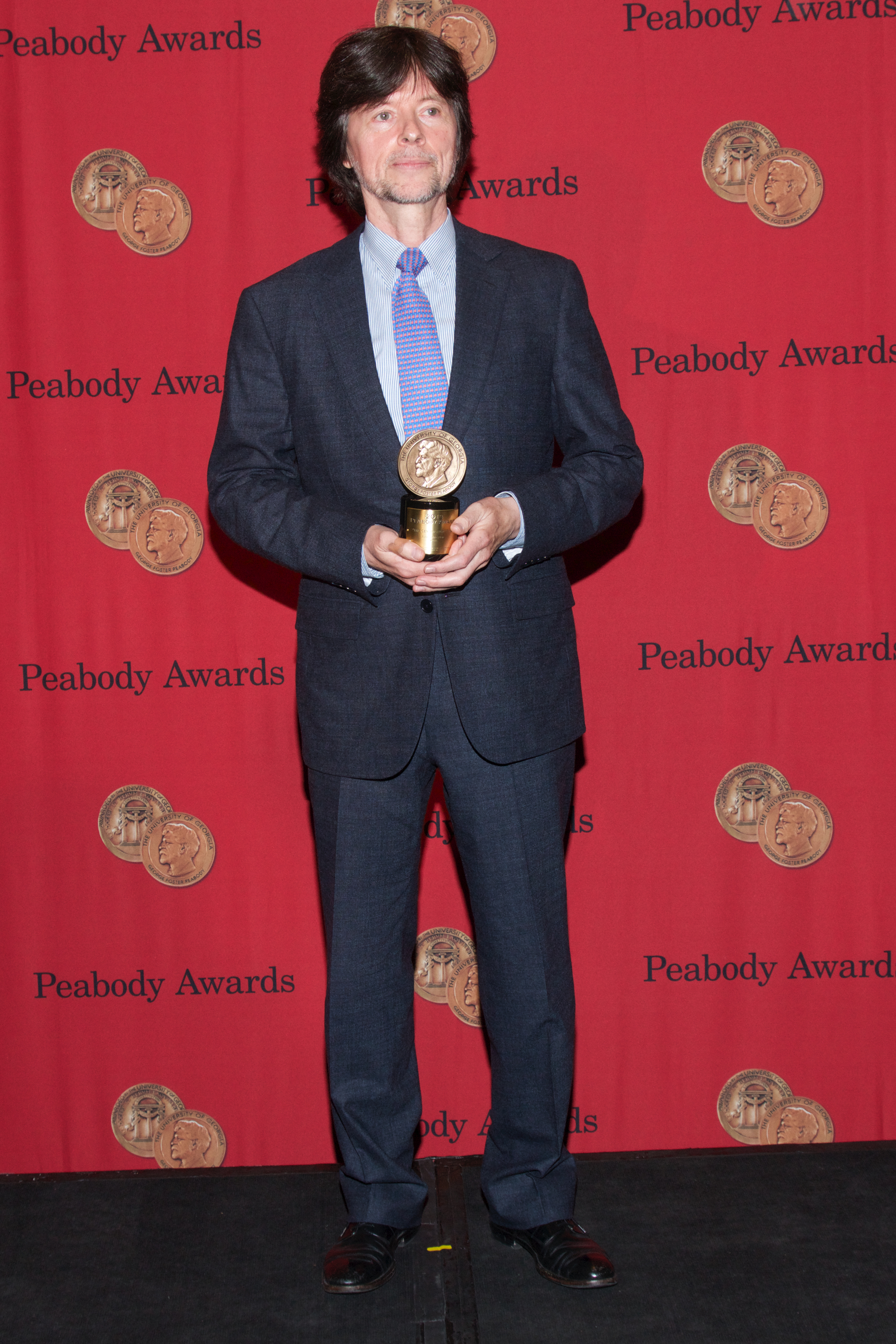
Burns con el Premio Peabody por The Central Park Five en 2014

En total, el trabajo de Burns ha obtenido varios premios, entre ellos dos nominaciones a los Óscar, dos premios Grammy y 15 premios Emmy.
- Nominación en 1982 al Premio Óscar al mejor largometraje documental: Brooklyn Bridge (1981);[39]
- Nominación en 1986 al Premio Óscar al mejor largometraje documental: The Statue of Liberty (1985);[40]
- Premio Emmy en 1995 a la mejor serie informativa: Baseball (1994);
- Premio Emmy en 2010 a la mejor serie documental: The National Parks: America's Best Idea (2009).

The Civil War recibió más de 40 premios importantes de cine y televisión, entre ellos dos premios Emmy, dos premios Grammy (uno al mejor álbum de folk tradicional), el premio al Productor del Año del Gremio de Productores de América, un premio People's Choice, un premio Peabody, un premio duPont-Columbia, un premio D. W. Griffith y el premio Lincoln, dotado con 50 000 dólares.
En 1991, Burns recibió la Medalla Nacional de Humanidades, entonces llamada Premio Charles Frankel de Humanidades.
En 1991, Burns recibió el Premio Golden Plate de la Academia Americana del Éxito.
En 2004, Burns recibió el Premio S. Roger Horchow al Mejor Servicio Público por parte de un Ciudadano Particular, un galardón que otorga anualmente la organización Jefferson Awards.
En 2008, Burns fue galardonado por la Academia de Artes y Ciencias de la Televisión con un Premio a la Trayectoria Profesional.
En 2008, Burns recibió el Premio Richard Nelson Current al Logro del Lincoln Forum.
En 2010, la Asociación para la Conservación de los Parques Nacionales le otorgó a él y a Dayton Duncan el Premio Robin W. Winks por mejorar la comprensión pública de los parques nacionales. El premio reconoce a una persona u organización que haya comunicado eficazmente los valores del Sistema de Parques Nacionales al público estadounidense. Desde 2010, existe una ala dedicada a Ken Burns en el Centro Jerome Liebling para el Cine, la Fotografía y el Vídeo del Hampshire College.
Burns fue elegido miembro de la Sociedad Filosófica Americana en 2011.
En 2012, Burns recibió la Medalla Internacional de Humanidades de la Universidad de Washington. La medalla, que se otorga cada dos años y va acompañada de un premio en metálico de 25 000 dólares, se concede para honrar a una persona cuyos esfuerzos humanísticos en el ámbito académico, periodístico, literario o artístico hayan marcado una diferencia en el mundo. Entre los ganadores anteriores se encuentran el novelista turco Orhan Pamuk en 2006, el periodista Michael Pollan en 2008 y la novelista y escritora de no ficción Francine Prose en 2010.
En 2013, Burns recibió el Premio John Steinbeck, un galardón que otorga anualmente el hijo mayor de Steinbeck, Thomas, en colaboración con la Fundación de la Familia John Steinbeck, la Universidad Estatal de San José y el Centro Martha Heasley Cox para Estudios sobre Steinbeck.
En mayo de 2015, Burns pronunció el discurso de graduación en la Universidad de Washington en St. Louis y recibió un doctorado honorífico en Humanidades.
Burns fue el Gran Mariscal del Desfile de las Rosas del Torneo de las Rosas de Pasadena 2016, celebrado el día de Año Nuevo en Pasadena, California. El Fondo Nacional para las Humanidades seleccionó a Burns para impartir la Conferencia Jefferson 2016, el máximo galardón del Gobierno federal de los Estados Unidos por los logros en el ámbito de las humanidades, sobre el tema de la raza en Estados Unidos. En 2017 recibió la Medalla Nichols-Chancellor de la Universidad de Vanderbilt.
En 2019, recibió un título honorífico de la Universidad Brown.
En 2022 fue el orador principal en la ceremonia de graduación de la Universidad de Pensilvania y recibió un doctorado honorífico en Artes.

## Estilo
Burns incorpora con frecuencia leitmotivs o melodías musicales sencillas. Por ejemplo, The Civil War cuenta con una melodía de violín distintiva a lo largo de toda la película, «Ashokan Farewell», que fue interpretada para la película por su compositor, el violinista Jay Ungar. Un crítico señaló: «Una de las cosas más memorables de The Civil War fue su inquietante y repetitiva melodía de violín, cuyas notas finas y nostálgicas parecían resumir de alguna manera todo el patetismo de esa gran lucha».
Burns suele dar vida a las fotografías fijas alejando lentamente el zoom de los sujetos de interés y desplazándose de uno a otro. Esta técnica se utiliza desde hace mucho tiempo en la producción cinematográfica, donde se conoce como «cámara rostrum». Esta técnica, posible en muchas aplicaciones de software profesionales y domésticas, se denomina ahora «efecto Ken Burns» en las aplicaciones de software iPhoto, iMovie y Final Cut Pro X de Apple. Burns declaró en una entrevista en 2009 que inicialmente se negó a que su nombre se asociara con el software debido a su postura de rechazar los patrocinios comerciales. Sin embargo, el director ejecutivo de Apple, Steve Jobs, negoció para darle a Burns equipos de Apple, que Burns donó a organizaciones sin ánimo de lucro.
Como se señaló en una retrospectiva del museo, «Sus especiales para PBS [están] sorprendentemente desfasados con respecto a los efectos visuales y el ritmo frenético de la mayoría de los programas de televisión basados en la realidad, y se basan en técnicas que tienen literalmente décadas de antigüedad, aunque Burns reintegra estos elementos constitutivos en una disposición textual totalmente nueva y muy compleja».
En una entrevista realizada en 2011, Burns afirmó que admira y está influenciado por el cineasta Errol Morris.

## Documentales
Los documentales de Burn incluyen:
- Brooklyn Bridge (1981)[a]
- The Shakers: Hands to Work, Hearts to God (1984)[a]
- The Statue of Liberty (1985)[a]
- Huey Long (1985)[a]
- The Congress (1988)[a]
- Thomas Hart Benton (1988)[a]
- The Civil War (1990; 9 episodios)[a]
- Empire of the Air: The Men Who Made Radio (1991)
- Baseball (1994; 9 episodios - actualizado con The Tenth Inning in 2010, con Lynn Novick)
- Thomas Jefferson (1997)
- Lewis & Clark: The Journey of the Corps of Discovery (1997)
- Frank Lloyd Wright (1998, con Lynn Novick)[60]
- Not for Ourselves Alone: Elizabeth Cady Stanton and Susan B. Anthony (1999)[61]
- Jazz (2001; 10 episodios)[62]
- Mark Twain (2001)
- Horatio's Drive: America's First Road Trip (2003)[63]
- Unforgivable Blackness: The Rise and Fall of Jack Johnson (2005)[64]
- The War (2007, con Lynn Novick; 7 episodios)
- Medal of Honor (2008)
- The National Parks: America's Best Idea (2009; 6 episodios)
- Prohibition (2011, con Lynn Novick; 3 episodios)[65]
- The Dust Bowl (2012; 4 episodios)[66]
- The Central Park Five (2012, con Sarah Burns y David McMahon)[67]
- Yosemite: A Gathering of Spirit (2013)[68]
- The Address (2014)[69]
- The Roosevelts: An Intimate History (2014; 7 episodios)[67][70]
- Jackie Robinson (2016, con Sarah Burns y David McMahon)[71]
- Defying the Nazis: The Sharps' War (2016)[72]
- The Vietnam War (2017, con Lynn Novick; 10 episodios)[73]
- The Mayo Clinic: Faith - Hope - Science (2018, con Erik Ewers and Christopher Loren Ewers)
- Country Music (2019)[74]

### Películas
Las películas de Ken Burns incluyen:
- William Segal, en 1992
- Vézelay, en 1996
- In the Marketplace, en 2000

## Apariciones enLos Simpson
- Pray Anything como sí mismo
- The Ned-Liest Catch Narrador de un documental de quesos
- Moonshine River Narrador de un documental de la construcción del Empire State